# Philo (Ohio)
Philo es una villa ubicada en el condado de Muskingum en el estado estadounidense de Ohio. En el Censo de 2010 tenía una población de 733 habitantes y una densidad poblacional de 670,65 personas por km².

## Geografía
Philo se encuentra ubicada en las coordenadas 39°51′39″N 81°54′36″O / 39.86083, -81.91000. Según la Oficina del Censo de los Estados Unidos, Philo tiene una superficie total de 1.09 km², de la cual 1.09 km² corresponden a tierra firme y (0%) 0 km² es agua.

## Demografía
Según el censo de 2010, había 733 personas residiendo en Philo. La densidad de población era de 670,65 hab./km². De los 733 habitantes, Philo estaba compuesto por el 97.82% blancos, el 0.82% eran afroamericanos, el 0% eran amerindios, el 0.14% eran asiáticos, el 0% eran isleños del Pacífico, el 0.14% eran de otras razas y el 1.09% pertenecían a dos o más razas. Del total de la población el 0.68% eran hispanos o latinos de cualquier raza.